# Gesneria bullata
Gesneria bullata är en tvåhjärtbladig växtart som beskrevs av Ignatz Urban och Erik Leonard Ekman. Gesneria bullata ingår i släktet Gesneria och familjen Gesneriaceae. Inga underarter finns listade i Catalogue of Life.